# Lei non si preoccupi
Lei non si preoccupi era un programma televisivo italiano di varietà, trasmesso per 7 puntate, dal 27 luglio al 7 settembre 1967, sul Programma Nazionale.
Gli autori erano Leo Chiosso, Sergio D'Ottavi e Oreste Lionello, mentre la regia era di Stefano De Stefani. Il programma era condotto da Isabella Biagini ed Enrico Simonetti, che dirigeva anche l'orchestra. La trasmissione comprendeva musiche e scenette comiche. Ospite d'eccezione della seconda puntata fu Joan Baez, che registrò il proprio intervento durante la sua tournée italiana di quel periodo.